# Danny Silas
Danny Silas, né le 12 juillet 1979, est un homme politique vanuatais.

## Biographie
Originaire du village de Sola sur l'île de Vanua Lava dans les îles Banks, il est scolarisé au collège francophone de Luganville et quitte l'école dès la fin de sa scolarité obligatoire, à l'âge de 15 ans. 
Engagé au parti Terre et Justice, il est élu député des îles Banks au Parlement de Vanuatu aux élections législatives de 2020. 
Il est toutefois battu dans sa circonscription aux élections législatives anticipées de 2022,.